# Ossido di alluminio
Il triossido di dialluminio (o allumina) è l'ossido ceramico dell'alluminio caratterizzato da formula chimica  Al2O3. Questo materiale, all'apparenza molto fragile e poco utilizzabile, risulta invece fondamentale in campo industriale, per le sue proprietà quali la resistenza agli acidi, l'elevata conducibilità termica, e la scarsa conducibilità elettrica, ed è anche catalizzatore d'interesse industriale.
Viene utilizzato in moltissimi campi, quali l'industria dei laterizi, dei refrattari e delle ceramiche,  l'elettronica e la meccanica, oltre a essere usato nella biomedica come materiale di innesto. È la base di alcuni minerali come rubino e zaffiro, che si differenziano a seconda delle impurezze metalliche presenti nel reticolo cristallino. A temperatura ambiente si presenta come un solido bianco inodore. Dal punto di vista elettrico è un isolante. Viene utilizzato nella crescita epitassiale di dispositivi elettronici come substrato, considerando il buon matching reticolare che consente con alcuni dei semiconduttori più utilizzati.

## Forme polimorfe
L'allumina può presentarsi nelle seguenti forme polimorfe, le quali si differenziano principalmente per la loro struttura cristallina:
- α-allumina
- β-allumina
- γ-allumina
- δ-allumina
- η-allumina
- θ-allumina
- χ-allumina.

### α-allumina
La forma più stabile di Al2O3, α-allumina, è un materiale durissimo e refrattario. Nella forma minerale è nota come corindone e, fra le pietre preziose, come zaffiro; la colorazione azzurra di quest'ultimo si deve a una transizione di trasferimento di carica dall'impurezza Fe2+ a quella Ti4+.

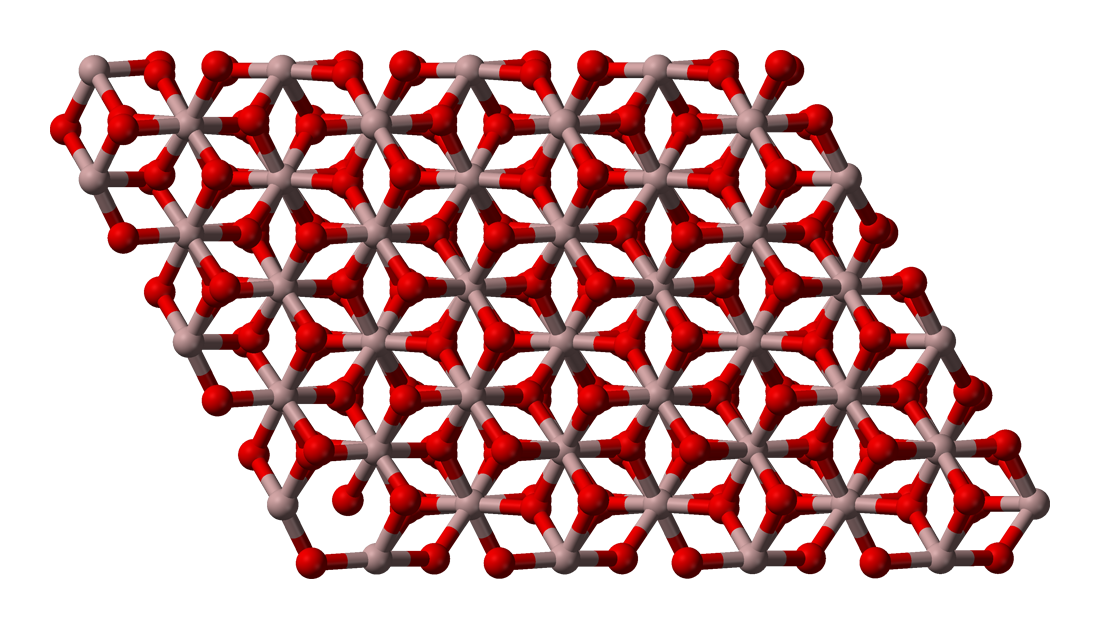
Reticolo cristallino dell'α-allumina

Il rubino è allumina α nella quale una minuscola percentuale di Al3+ è sostituita da Cr3+. Il Cr(III) assume una colorazione rossa, dovuta alle transizioni elettroniche degli elettroni presenti negli orbitali d-d dello ione cromo.

### β-allumina
La β-allumina è una particolare forma polimorfa dell'allumina che permette il passaggio di ioni all'interno della propria struttura cristallina; grazie a questa sua caratteristica, viene utilizzata come elettrolita all'interno di celle elettrolitiche o galvaniche.

## Produzione

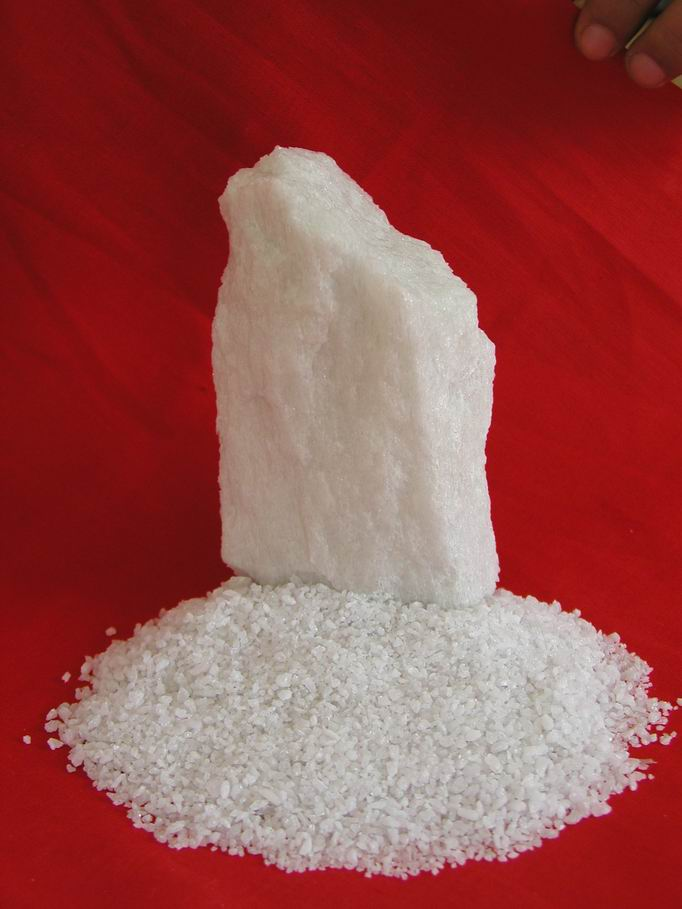
Ossido di alluminio in condizioni standard

La produzione di alluminio metallico parte dalla produzione di allumina, che viene comunemente ricavata industrialmente tramite il processo Bayer a partire dal minerale bauxite in un processo che coinvolge l'Idrossido di sodio per alzare il pH della soluzione e sfrutta il comportamento anfotero dell'alluminio.
Produzione casalinga
Sciogliere la pellicola di alluminio in acido cloridrico per ottenere cloruro di alluminio che poi va fatto reagire con bicarbonato di sodio o carbonato di sodio. Successivamente basta filtrare il tutto per ottenere idrossido di alluminio, poi si ottiene l'ossido di alluminio riscaldando l'idrossido a 500 °C. 

## Proprietà chimico-fisiche
I campi di utilizzo dell'allumina sono molteplici, grazie a una serie di proprietà chimico-fisiche che rendono tale materiale adatto per svariate applicazioni.
Le caratteristiche principali dell'allumina sono:
- buona stabilità termica: viene largamente utilizzata nella produzione di refrattari (cementi, calcestruzzi e mattoni);
- buona resistenza alla corrosione sia in ambienti acidi sia in ambienti alcalini;
- materiale non soggetto al fenomeno di ossidazione;
- ottime proprietà dielettriche (può essere utilizzata come isolante elettrico);
- ottimo grado di durezza: tale materiale è prossimo al diamante, l'allumina ha una durezza di Vickers di 18000 MPa, mentre un acciaio rapido è di soli 9000 MPa;
- ottima resistenza all'usura: la durata di un componente costituito da questo materiale ceramico è superiore di circa 10-13 volte (nelle stesse condizioni di impiego) rispetto a uno stesso componente realizzato in acciaio;
- elevata area superficiale interna: nelle forme micro- e nano-porose tale materiale raggiunge valori di aree superficiali di 300 m²/g;
- eccellente biocompatibilità: l'allumina viene impiegata per applicazioni biomedicali in quanto, oltre alle proprietà sopra citate, tale ceramica non presenta il fenomeno del rigetto quando è a contatto con i tessuti viventi.

Tra le caratteristiche negative sono una non elevata resistenza meccanica e una bassa resistenza agli shock termici.

## Danni ambientali
Il 4 ottobre 2010 alle ore 12:25 il villaggio ungherese di Kolontár è stato distrutto da un'inondazione di circa un milione di metri cubi di fanghi color ruggine ad alta concentrazione di allumina. Il cedimento di una vasca di contenimento degli scarti di lavorazione della MAL, una fabbrica di alluminio nel vicino paese di Ajka, ha inondato l'intera zona coprendo un'area di 40 km² e il bacino del fiume Marcal, in cui il livello di pH si è alzato fino a 13. Nel fiume sono state versate ingenti quantità di acidi per evitare che il disastro colpisse il Danubio, di cui il Marcal è un affluente. Nella catastrofe ecologica, la più grande della storia ungherese, hanno perso la vita nove persone e ne sono state ferite un centinaio. Il danno principale è tuttavia quello all'ecosistema: nel suolo sono state riscontrate, assieme all'allumina, che di per sé stessa non è un materiale tossico o particolarmente nocivo, alte concentrazioni di materiali debolmente radioattivi, piombo, cadmio, arsenico, mercurio e nitrati.